# Zapping
Pour l'émission anciennement diffusée sur Canal+, voir Le Zapping. Pour les autres significations, voir Zapping (homonymie).

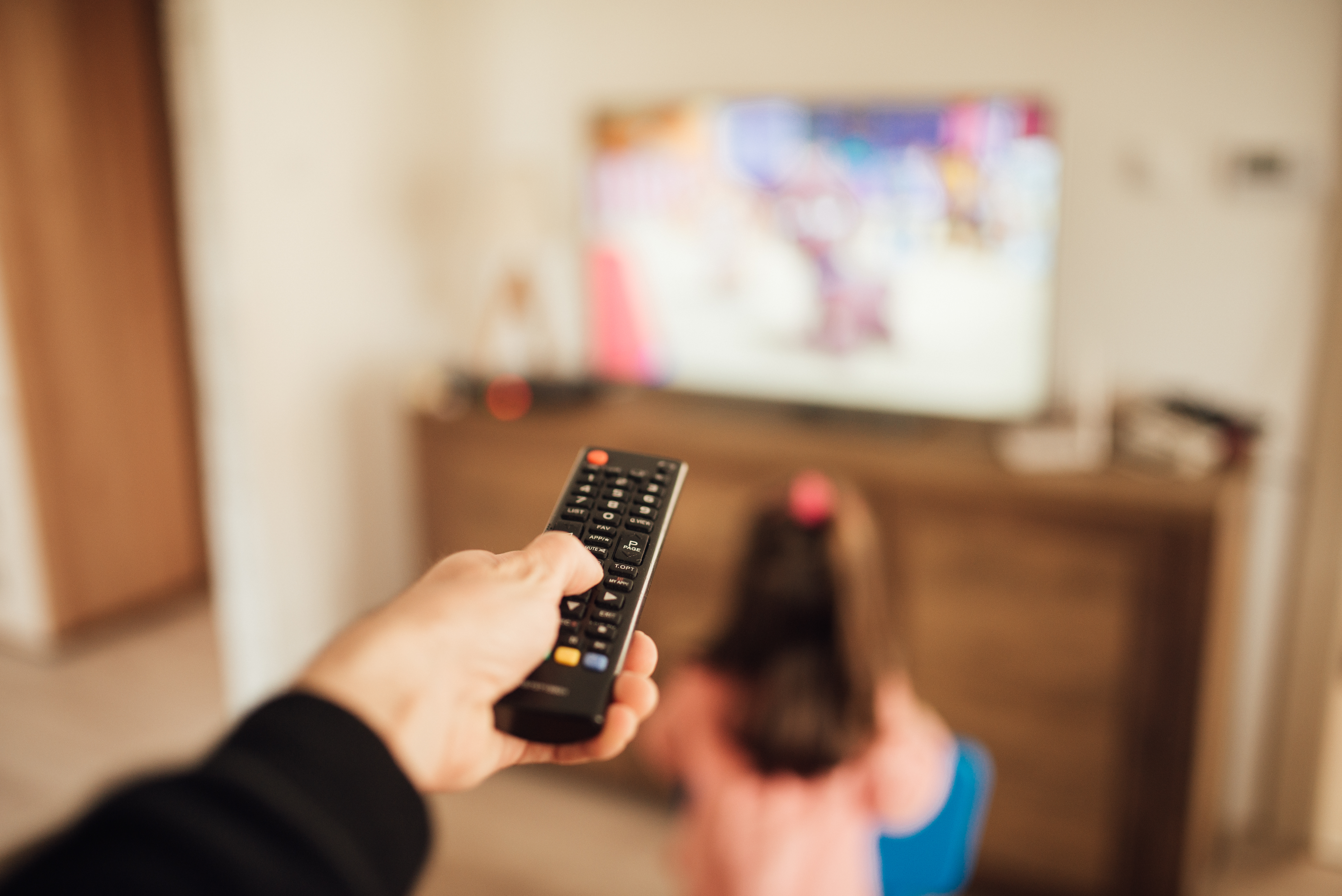
Un téléspectateur, agit sur la télécommande pour changer de chaîne.

Le zapping signifie dans le langage familier, un mode de consommation de télévision, consistant à changer régulièrement de chaîne, le plus souvent à une fréquence élevée, dans le but de trouver un programme que le téléspectateur apprécie le plus. Une pratique courante consiste à zapper lors des espaces de publicité. Ce comportement de papillonnage s'observe aussi dans le zapping numérique. Mutation anthropologique induite par la révolution internet, cette pratique devenue courante consiste à passer rapidement d'un contenu numérique (sur ordinateur, mobile, tablette) à un autre. Le changement permanent de tâches chez les enfants du numérique est décrit comme le développement d'une certaine forme de culture du zapping,.
Au Québec, le terme de zappage est employé. En 1986, cette dénomination est découverte par le journaliste français Philippe Vandel; il utilise le suffixe anglophone et choisit de publier le terme « zapping », dans un article qu'il signe en mars 1986, dans la revue Actuel,. Au canada, les francophones utilisent également le terme familier « pitonnage » car « piton » désigne familièrement la télécommande. On note que dans les pays anglophones, le terme « Channel surfing » est le plus communément employé. 
La racine « zap » provient principalement de l'univers de la bande-dessinée américaine, cette interjection figurant l'effet fulgurant produit par le bruit ou l'image de la décharge d'un éclair dans le ciel ou par un puissant et court choc électrique. En 1968, le dessinateur américain Robert Crumb publie les éditions Zap Comix.
Quelques suggestions alternatives sont observées comme « saut de chaîne », « saute-chaîne », « saute-bouton », « saut », « pianotage » mais sans toutefois avoir été confirmées par l'usage courant.

## Développement
Cette pratique se répand largement sur le plan mondial, grâce à l'apparition de la télécommande parfois surnommée familièrement, la zappette. L'explosion du nombre de chaînes et de canaux vidéo disponibles provient de la démocratisation de la télévision par câble, par satellite, par ADSL ou par réseau numérique terrestre. Ces nouveaux modes de consommation télévisuelle s'accompagne parfois de services facilitant la tâche : la mosaïque des programmes et le Guide électronique des programmes.

## Connotation et analogies
Le zapping souffre d'une connotation de paresse ou encore d'inattention et d'hyperactivité. La pratique est d'ailleurs considérée par certains observateurs comme symptomatique de l'évolution des sociétés vers une tendance à la consommation jetable, y compris dans les choix intellectuels. Il est ainsi question de « zapping idéologique » ou « culturel » par exemple[réf. nécessaire].

Logo interjection utilisée par un fabricant automobile allemand.

Par analogie, on parle aussi de « zapper quelque chose » (un sujet dans une conversation, une tâche à effectuer) ou quelqu'un, pour décrire le fait de l'ignorer ou de l'oublier volontairement pour passer à autre chose.

## Autres types de zapping, équivalents, procédés suivant le même principe
L'apparition des magnétoscopes puis des numériscopes engendre le développement d'un autre type de zapping, le zipping : le fait, lors de la lecture d'un enregistrement, d'augmenter la vitesse de lecture pendant les coupures publicitaires, afin de retrouver plus rapidement la suite de son programme.[réf. nécessaire].
Les scanneurs radio et les scanneurs de ports informatiques utilisent également le même principe, en sautant respectivement de fréquence en fréquence ou de port logiciel en port.

## Conséquences
La propension des téléspectateurs à zapper, conduit plusieurs pays d'Amérique du Nord à choisir le standard ATSC au lieu du DVB pour la télévision numérique terrestre. En effet, le premier est capable de syntoniser un signal et de commencer à le décoder en environ une seconde, là où le second peut nécessiter plusieurs secondes[réf. nécessaire].
Par ailleurs, le zapping peut engendrer des tensions lorsque plusieurs personnes regardent un même téléviseur alors qu'une d'entre elles zappe sur une autre chaîne, sans obtenir le consentement des autres, ces derniers étant alors privés du programme qu'ils étaient en train de suivre.

## À propos du terme

### Étymologie[6]
Selon Philippe Vandel, qui emploie le terme dans le mensuel Actuel d'avril 1986, le français « zapping » vient du verbe anglais « to zap », formé à partir d'une onomatopée. Ce terme fait référence à une interjaction de bande dessinée telle que Buck Rogers, dont le héros dispose dans son astronef d'un « rayon de la mort » censé abattre ses adversaires en produisant le mot « zap ! ».

## Apparitions
- La bande dessinée Les Zappeurs, puis Zapping génération

## Le zapping comme type de programme télévisé
Par extension, un zapping est un type d'émission ou de chronique dans lequel sont montées, parfois avec les commentaires d'une voix off ou même d'un animateur en plateau, une succession de séquences ayant une caractéristique commune : l'humour (on parle alors de bêtisier), le sujet qu'elles traitent, le fait d'avoir été diffusées sur une même période ou sur une même chaîne, etc. Il s'agit en quelque sorte d'une revue de presse de la télévision, dont l'auteur zappe à la place du spectateur.
Plusieurs magazines papier, notamment spécialisés dans l'actualité télévisuelle, proposent des rubriques similaires, avec des captures d'écran accompagnées d'une transcription de l'action et des dialogues.
L'émission télévisée italienne Blob a été la pionnière, et fut un succès immédiat. Elle a été diffusée la première fois le 17 avril 1989, et rapidement adoptée par Canal+ (Le Zapping). Canal+ propagera le format dans les autres pays européens.
Le format est également très répandu sur internet ; que ce soient des extraits d'émissions télévisées, ou bien des zappings uniquement basés sur d'autres vidéos trouvées sur internet.

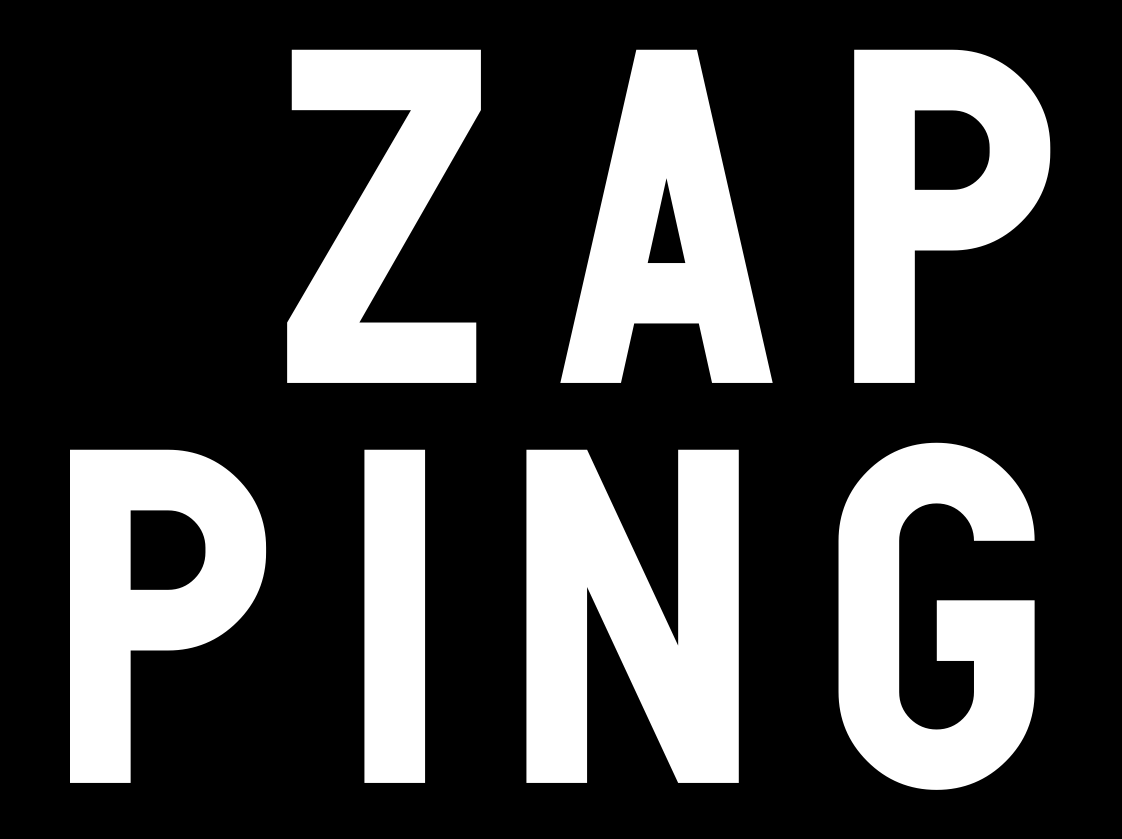
Émission de Canal+, Le Zapping.

### Allemagne
- Premiere Zapping (de 1993 à 2006)

### France
- Le Zapping
- Le grand zapping de l'humour
- Toutes les télés du monde
- Le Zapping de Tele7
- Vu
- Le Zap